# Rue Paul-Bert (Aix-en-Provence)
Pour les articles homonymes, voir Rue Paul-Bert.
La rue Paul-Bert se situe dans le centre-ville d'Aix-en-Provence. Historiquement, elle fait le lien entre le Bourg Saint-Sauveur et la Ville comtale.

## Situation et accès

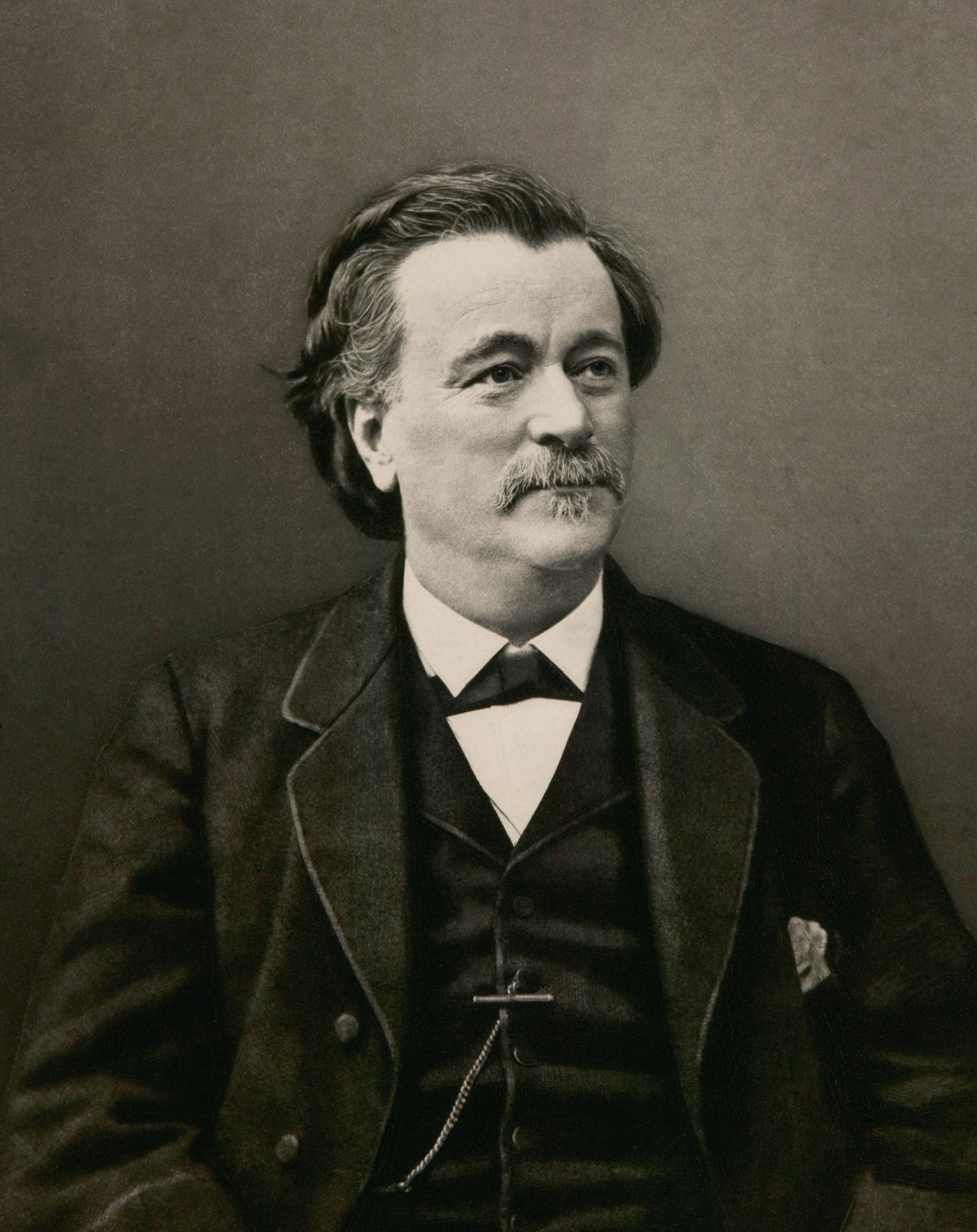
Paul Bert.

La rue Paul-Bert s'étend sur 196 mètres de l'ouest à l'est, depuis le forum des Cardeurs à la rue Boulegon. C'est une voie semi-piétonnière à sens unique. Elle s'achève à l'est par un feu tricolore.
Elle compte de nombreuses boutiques (coiffure, pâtisserie, etc.) aux rez-de-chaussée et des appartements dans les étages.

## Origine du nom
La rue Paul-Bert doit son nom à Paul Bert (1833-1886), physiologiste et homme politique français.

## Historique
Cette rue n'est qu'un simple chemin de terre public au Moyen Âge, enserré entre deux remparts. C'est lorsque le Bourg Saint-Sauveur et la Ville comtale sont réunis en 1357 et que les remparts sont démolis, qu'est aménagé le chemin. Il prend d'abord le nom de rue Saint-Laurent, en raison d'un chapelle dédiée à ce saint située son parcours. Cette chapelle sera démolie lors de la Révolution.